# Allsvenskan de 1969
A Primeira Divisão do Campeonato Sueco de Futebol da temporada 1969, denominada oficialmente de Allsvenskan 1969, foi a 45º edição da principal divisão do futebol sueco. O campeão foi o IFK Göteborg que conquistou seu 4º título na história da competição. 

## Classificação final
REF: 
| Pos. | Equipe              | J  | V  | E | D  | GP | GC | Pts | SG  |
| ---- | ------------------- | -- | -- | - | -- | -- | -- | --- | --- |
| 1    | IFK Göteborg        | 22 | 13 | 5 | 4  | 38 | 19 | 31  | +19 |
| 2    | Malmö FF            | 22 | 11 | 6 | 5  | 34 | 27 | 28  | +7  |
| 3    | Djurgårdens IF      | 22 | 12 | 3 | 7  | 39 | 26 | 27  | +13 |
| 4    | Åtvidabergs FF      | 22 | 11 | 4 | 7  | 38 | 34 | 26  | +4  |
| 5    | Örebro SK           | 22 | 10 | 5 | 7  | 33 | 27 | 25  | +6  |
| 6    | Östers IF           | 22 | 9  | 4 | 9  | 37 | 27 | 22  | +10 |
| 7    | IFK Norrköping      | 22 | 9  | 4 | 9  | 37 | 33 | 22  | +4  |
| 8    | GAIS                | 22 | 7  | 6 | 9  | 31 | 36 | 20  | -5  |
| 9    | AIK Fotboll         | 22 | 5  | 7 | 10 | 21 | 25 | 17  | -4  |
| 10   | IF Elfsborg         | 22 | 6  | 5 | 11 | 21 | 30 | 17  | -9  |
| 11   | Jönköpings Södra IF | 22 | 5  | 5 | 12 | 19 | 51 | 15  | -32 |
| 12   | IK Sirius Fotboll   | 22 | 4  | 6 | 12 | 16 | 29 | 14  | -13 |

## Premiação
REF: 
| Allsvenskan 1969                 |
| Sweden                           |
| -------------------------------- |
| IFK GÖTEBORG Campeão (4º título) |